# Ommatius flexus
Ommatius flexus là một loài ruồi trong họ Asilidae. Ommatius flexus được Scarbrough miêu tả năm 2002. Loài này phân bố ở vùng Tân nhiệt đới.